# Louis III (grand-duc de Hesse)
Pour les articles homonymes, voir Louis III.
Louis III de Hesse (en allemand Ludwig III von Hessen), né le 9 juin 1806 et mort le 13 juin 1877, fut grand-duc de Hesse de 1848 à 1877.

## Biographie
Louis III de Hesse est le fils du grand-duc Louis II et de Wilhelmine de Bade.
Le 26 décembre 1833, il épouse sa cousine Mathilde de Bavière (1813 – 1862), fille du roi Louis Ier de Bavière et de Thérèse de Saxe-Hildburghausen.
Veuf, Louis de Hesse-Darmstadt épouse morganatiquement en 1868 Madeleine de Hochstaedten (en) (1846 – 1917).
En 1862, il marie son neveu et héritier Louis à Alice d'Angleterre, fille de la reine Victoria et du défunt prince consort Albert. Ce mariage brillant eut un revers : la princesse transmit à ses enfants le gène de l'hémophilie.
En 1866, lors de la guerre austro-prussienne, Louis III soutient l'Autriche contre la Prusse et est vaincu. Il ne doit qu'à sa sœur Marie, épouse du tsar Alexandre II de Russie, de conserver ses États. En 1871, il n'a d'autre choix que de faire entrer son grand-duché dans l'Empire allemand sous l'égide de Guillaume Ier de Prusse et du chancelier Otto von Bismarck.
Il meurt sans enfant et son neveu Louis IV lui succéde.
Louis III de Hesse appartient à la branche de Hesse-Darmstadt, cette seconde branche appartient à la première branche de la maison de Hesse, elle-même issue de la première branche de la maison de Brabant.